# 대한민국의 보충역
대한민국의 보충역(補充役, 영어: Supplementary service)은 대한민국 병역 제도에 의한 역종 중 하나로, 대한민국 병역법 제5조 제3호에서는 '병역판정검사 결과 현역 복무를 할 수 있다고 판정된 사람 중에서 병력수급(兵力需給) 사정에 의하여 현역병입영 대상자로 결정되지 아니한 사람'으로 분류한다.
2023년부터 신체 등급 4급 보충역 중 현역 복무를 선택한 사람도 희망 시 상근예비역 소집 대상으로 선발될 수 있게 됐다.다만 현역 전환 신청 후 상근 입대 희망 신청을 하는거라 상근 선발에 떨어지면 현역으로 복무해야 한다.

## 역사

### 1949~1969년
- 1949년: 병역법 제정 당시, 제1보충병역, 제2보충병역으로 규정하였다.
- 1957년 8월 병역법 개정으로, 보충역 제도가 폐지되었으며, 당시 보충병역에 해당된 자는 연령에 따라 제1예비역, 제2예비역, 제2국민병역으로 편입되었다.
- 1962년
  - 보충역 제도를 제1보충역, 제2보충역이라는 명칭으로 다시 신설했다. 제정 당시 1930년 이후 출생자 중 현역 입영대상자로 처분받은 자가 입영하지 않은 경우 제1보충역에 편입되어 보궐입영을 하도록 하였다.
  - 보충역을 대상으로 한 방위소집 제도가 제정되었다. 법률상으로는 존재하였으나, 방위소집 제도에 의한 실제 소집은 1969년 방위병이 생긴 이후이다. 방위소집 제도의 목적은 전시·사변 또는 이에 준하는 사태에 있어서 예비역과 보충역을 소집하여 향토방위를 하기 위한 데 있었으며 법률상의 방위소집 대상은 예비역에도 포함되어 있었다.
- 1969년: 방위병이 생기면서 제1보충역을 방위소집대상으로 분류되었다. 당시 제1보충역은 방위병으로 소집되어 복무하게 되었다.

### 1969 ~ 1994년
1962년에 개정된 병역법의 방위소집 제도는 1969년 방위병이 생기면서 방위병으로 소집됨을 의미하게 되었다.
1969년 방위병 제도가 신설되었으며, 1971년에 제1보충역, 제2보충역이 보충역으로 통합되었다. 1973년 특정 자격이 요구되는 보충역(산업기능요원, 전문연구요원, 예술체육요원 등 특례보충역)이 신설되었으며, 이 시기부터 대한민국에서 보충역은 대체복무로서 운용되기 시작했다. 1981년 공중보건의사가 신설되었다.

### 1995년 이후
1995년 방위소집제도의 폐지로 방위병이 사라진 후, 공익근무요원 소집제도가 신설되었다. 공익법무관, 국제협력요원 제도가 신설되었으며, 2006년 공중방역수의사 제도가 신설되었다.
2013년에는 공익근무요원이 사회복무요원으로 명칭이 변경되었다.
2016년에는 국제협력요원, 국제협력의사 제도가 폐지되었다.

## 구분

### 신체등급, 학력, 전과에 의한 보충역
병역판정검사에서 하위 신체등급으로 판정된 자, 저학력자, 전과자를 대상으로 한 보충역으로, 신체검사에서 합격에 해당하는 신체등급인 1~4급 중 하위 신체등급에 가까운 자를 대상으로 한 보충역이다. 이 중 신체등급과 학력에 의한 보충역은 병무청에서 매년 발표하는 병역판정검사 공고에 의한다. 신체등급과 학력으로 인하여 보충역으로 처분된 자의 특정 자격을 요구하는 보충역 복무 조건은 현역으로 처분된 자의 편입조건보다 조건이 완화되어 있다.
신체등급과 학력에 의한 보충역은 병무청에서 매년 발표하는 병역판정검사 공고에 따른다.
- 이 구분에 의한 소집복무는 다음과 같다.
  - 방위병(1969년부터 1994년까지)
  - 사회복무요원(1995년 이후)

- 병역판정검사에서 하위 신체등급 판정자: 병역판정검사에서 합격에 해당하는 신체등급 중 하위 신체등급을 판정받은 자가 대상이다. 연도마다 차이가 있지만 1990년대 이후의 병역판정검사에서 신체등급 4급 판정자가 이 대상에 해당한다.
  - 1987년 이전에는 대학 재학 이상의 신체등급 4급 판정자가 보충역으로 처분되었으며, 고등학교 졸업의 학력는 연도마다 3급도 보충역으로 처분되는 경우도 있었다. 1974~1984년, 고등학교 졸업 학력의 신체등급 3급도 보충역으로 처분되었으며, 1987~1991년에는 대학 재학 이상과 고등학교 졸업 학력의 신체등급 3급도 보충역으로 처분되었다.
  - 합격에 해당하는 신체등급 중 상위 학력 기준으로 4급만이 보충역 대상으로 된 것은 1993년 이후이다.

현역 복무가 제한적인 환경에서만 가능하거나 현역 복무가 어려운 정도의 신체조건을 가진 사람이 보충역으로 처분되는 신체등급으로 판정되는 것이 병역법에서 정의하는 '병역판정검사 결과 현역 복무를 할 수 있다고 판정된 사람 중에서 병력수급(兵力需給) 사정에 의하여 현역병입영 대상자로 결정되지 아니한 사람'이라는 조항과 맞지 않다는 의견이 있다.
- 저학력자: 학력이 기준 이하로 낮은 자를 대상으로 한 보충역으로, 일반적으로 고등학교 중퇴 이하를 대상으로 하였다. 이 제도에 의해 현역으로 처분되는 학력기준으로 신체등급이 현역으로 처분되는 신체등급으로 판정되면 저학력에 의한 보충역으로 처분되더라도 현역 입대를 선택할 수 있었다.
  - 1988년 이전에는 고등학교 중퇴자라도 신체등급이 1급일 경우에는 현역이었다.
  - 1988~1991년: 중학교 졸업자, 고등학교 중퇴자(신체등급 1~4급)
  - 1998~2003년: 중학교 졸업자, 고등학교 중퇴자(신체등급 1~4급)
  - 2015~2020년: 고등학교 중퇴자, 중학교 졸업자, 중학교 중퇴자, 초등학교 졸업자, 초등학교 중퇴 및 무학자(신체등급 1~4급)

2004년에는 저학력 사유에 의한 보충역 제도가 폐지되었으며, 2011년에 중학교 중퇴 이하 학력 사유로 전시근로역에 편입하던 것이 보충역 편입으로 바뀌면서 학력 사유의 보충역 제도가 다시 제정되었다. 이 학력 사유의 보충역 제도는 2015년 하반기에 고등학교 중퇴자까지 확대되었으며, 2021년 이후에는 저학력 사유에 의한 보충역이 폐지되었다.
- 전과자: 법률적으로는 수형자를 의미하며, 병역법 제65조제1항2호와 동법 시행령 제136조에 의한다. 이 기준에 의한 보충역 처분의 기준은 아래와 같다.
  - 1997년 5월 27일 ~ 1999년 12월 30일: 1년 이상, 2년 미만의 징역이나 금고의 형을 선고받은 자(집행유예자를 제외)[2]
  - 1999년 12월 31일 이후[3]
    - 6개월 이상, 1년 6개월 미만의 징역이나 금고의 실형을 선고받은 자
    - 1년 이상의 징역이나 금고의 집행유예의 형을 선고받은 자
    - 병역을 기피하거나 감면하기 위한 자해 또는 속임수에 의한 처벌로서 6개월 이상의 징역·금고의 실형과 1년 이상의 징역·금고의 집행유예를 제외(2012년 1월부터)

- 하위 신체등급 판정자, 저학력, 전과에 의하여 보충역으로 처분된 자의 현역병 복무: 전과에 의한 보충역 처분자의 경우에는 현역병 복무가 불가능하다. 다만 아래의 경우 원하면 현역 입영대상자로 처분되어 현역병 입영이 가능하며 이 경우 다시 보충역의 처분이 불가능하다.
  - 키가 큰 보충역에 해당하는 하위 신체등급 판정자의 경우에는 국군체육부대 지원을 통한 현역병 입대가 가능하다.
  - 저학력으로 인한 보충역 처분을 받은 자라도 상위 신체등급에 가까운 자(신체등급이 1~2급인 자), 하위 신체등급이 3급인 자는 지원을 통한 현역병 입대가 가능하다.
  - 하위 신체등급 중 4급 판정에 의한 보충역 처분자는 현역병 복무가 불가능하였다.[4] 2021년 4월에 개정된 병역법 관련조항(병역법 제65조 제8항 제1호)이 같은해 10월부터 시행됨에 따라 신체등급 합격자 중 최하위 신체등급에 해당하는 4급 판정에 의해 보충역 처분을 받은 자도 현역병 입영을 원하면 현역병 입영대상자로 처분이 가능하다. 사회복무요원으로 복무중인 자가 현역병으로의 복무를 원하는 경우에는 처분 후 현역병으로 입영 후 복무를 하게 된다.[5]

### 특정 자격을 요하는 보충역
대한민국 국내에서는 흔히 병역특례(兵役特例)로 부르며, 1993년까지 특례보충역(特例補充役)으로 불렀다. 1994년 이후 각각의 명칭으로 불리게 되었으며, 의사 또는 변호사의 자격을 요하는 보충역은 공중보건의 등으로 불린다. 법상의 특례보충역이라는 명칭이 사라졌지만 병역특례(兵役特例)로 부르고 있다.
- 산업기능요원: 신체등급과 학력에 의해 현역으로 처분된 자는 특정 자격증을 요구하며, 보충역으로 처분된 자는 자격증을 요구하지 않는다.
- 전문연구요원: 신체등급에 의해 현역으로 처분 된 자는 석사 이상의 학력 요구한다.
- 예술체육요원
- 국제협력봉사요원: 2016년 폐지
- 의사 또는 변호사의 자격을 요하는 보충역. 대한민국 병역법에서는 공중보건의사 등(약칭 공보의 등)으로 칭한다.
  - 의사의 자격을 요하는 보충역
    - 공중보건의사
    - 병역판정검사 전담의사
    - 국제협력의사: 2016년 폐지

  - 공중방역수의사: 수의사의 자격을 요하는 보충역
  - 공익법무관: 변호사의 자격을 요하는 보충역

### 신분에 의한 보충역

#### 국외 이주에 의한 보충역
현역병 또는 사회복무요원의 복무 중 국외 이주에 의한 보충역으로, 입영의무가 면제되는 연령까지 국외에 거주하는 동안에는 의무복무가 유예된다. 상근예비역 복무 중 국외 이주를 한 경우에는 예비역 역종 그대로이며, 국외 이주에 의한 보충역에 적용되는 것이 준용된다. 
- 현역병 복무중 국외 이주: 보충역으로 편입 후 소집면제
- 사회복무요원 복무중 국외 이주: 보충역 역종으로서 사회복무요원 소집해제 후, 잔여 복무를 면제. 예비역으로 분류되는 상근예비역의 경우에는 예비역 그대로이며 사회복무요원과 동일하게 소집해제 후 잔여 의무복무를 면제.

국외 이주에 의한 보충역은 병역법 제65조제6항 및 동법 시행령 제137조제1항 5호에 의해 보충역 편입 후 소집면제가 되었거나 보충역 역종으로서 소집해제 후 정당한 사유없이 1년 6개월 내에 국외로 이주하지 않거나, 국외 이주 후 해외체류자의 입영의무 연령이 종료되지 않은 연령일 때 대한민국 국내로 귀국 후 거주를 하게 되면 편입 이전 신분의 잔여 의무복무기간 동안 복무를 하게 된다.

#### 보충역 장교, 준사관, 부사관
현역의 장교, 준사관, 부사관이 임용 결격사항이 있으면 보충역으로 편입된다. 다만 이럴 경우 예비군 훈련은 받지 않는다(원래 6년 간 2박 3일 1회씩).

#### 현역병 복무 중 보충역 전환자
2010년대 이후 아래와 같은 때 현역병으로 복무 중에도 보충역으로 편입되며 보충역으로 편입된 뒤 하위 신체등급 학력 수형에 따른 보충역으로 처분된 자와 동일한 복무를 하게 된다.
- 현역병 복무 중 보충역 처분에 해당하는 신체등급으로 판정되었을 때
- 신체등급의 판정이 곤란한 현역병으로, 현역입영대상처분에 해당하는 신체등급이라도 현역병 복무가 어렵다고 판단되지만 사회복무요원 복무가 가능하다고 판단되었을 때

### 가사(家事)에 의한 보충역
가사(家事)에 의한 보충역은 하위 신체등급, 학력, 전과에 의한 보충역이 소집되어 복무하는 곳과 동일한 복무제도 하에서 복무를 하는 것으로, 이 경우 최대 복무기간은 6개월이다. 이 경우 신체등급이 현역병 복무대상에 해당하는 경우에도 해당된다.
- 부모, 배우자 또는 형제자매 중 전사자 순직자가 있거나 전상이나 공상으로 인한 장애인이 있는 경우 중 1인[7]
- 1992년 이전에는 아버지가 사망한 독자(부선망 독자), 부모가 60세 이상인 독자, 2대 이상의 독자도 가사에 의한 보충역에 포함되었다.(1972년 12월 31일 이전 출생자)[8][9]

## 비판

### 국제노동기구 협약과 관련한 비판
대한민국의 보충역 제도에 대하여 국제노동기구의 강제노동 협약에 의하면 강제노동으로 분류된다는 문제가 있다.

## 같이 보기
- 보충병역
- 대한민국의 병역 제도